# 青い果実/禁じられた遊び
『青い果実／禁じられた遊び』（あおいかじつ／きんじられたあそび）は、山口百恵の2枚目のスタジオ・アルバム。1973年12月21日にCBSソニーよりリリースされた。

## 解説
- 帯コピー：まっ赤な気持をぶつける世代! 悩み多い十代の世界!
- オリジナル6曲＋邦楽カバー6曲で構成されている。
- 2003年6月4日に発売された、全オリジナルアルバム22枚を復刻したCD-BOX『MOMOE PREMIUM』にはリマスタリング音源で収録されている。2007年9月30日には更なるマスターサウンド仕様が施された『Complete MOMOE PREMIUM』が発売された。

## 収録曲
| 全作詞: 千家和也、全作曲: 都倉俊一。 |                                                                        |          |            |            |      |
| #                                    | タイトル                                                               | 作詞     | 作曲・編曲 | 編曲       | 時間 |
| 1.                                   | 「禁じられた遊び」                                                     | 千家和也 | 都倉俊一   | 馬飼野康二 | 3:01 |
| 2.                                   | 「お月様の下で」                                                       | 千家和也 | 都倉俊一   | 高田弘     | 2:43 |
| 3.                                   | 「恋人ごっこ」                                                         | 千家和也 | 都倉俊一   | 高田弘     | 2:55 |
| 4.                                   | 「悩み多い14才」                                                       | 千家和也 | 都倉俊一   | 都倉俊一   | 2:24 |
| 5.                                   | 「パパは恋人」(唄：山口百恵/宇津井健；TBS系ドラマ『顔で笑って』主題歌) | 千家和也 | 都倉俊一   | 高田弘     | 2:43 |
| 6.                                   | 「青い果実」                                                           | 千家和也 | 都倉俊一   | 馬飼野康二 | 2:28 |

| 全編曲: 馬飼野康二 (注記を除く)。 |                                                         |            |          |      |
| #                                 | タイトル                                                | 作詞       | 作曲     | 時間 |
| 1.                                | 「乙女の祈り（オリジナル:黛ジュン）」(編曲: 神保正明)   | なかにし礼 | 鈴木邦彦 | 2:54 |
| 2.                                | 「個人授業 （オリジナル:フィンガー5）」(編曲: 神保正明) | 阿久悠     | 都倉俊一 | 3:03 |
| 3.                                | 「草原の輝き (オリジナル:アグネス・チャン)」            | 安井かずみ | 平尾昌晃 | 3:06 |
| 4.                                | 「初恋のひと（オリジナル:小川知子）」                   | 有馬三恵子 | 鈴木淳   | 3:14 |
| 5.                                | 「中学三年生（オリジナル:森昌子）」                     | 阿久悠     | 遠藤実   | 3:16 |
| 6.                                | 「わたしの彼は左きき（オリジナル:麻丘めぐみ）」         | 千家和也   | 筒美京平 | 3:19 |

## 関連作品
- MOMOE PREMIUM
- 山口百恵 22 Original Albums Collection
- Complete MOMOE PREMIUM